# Persicària
La persicària (Persicaria maculosa) és una planta perenne pertanyent a la família de les Polygonaceae. També anomenada herba de la mala bua, herba felera, herba presseguera, presseguera, cama-roja.

## Distribució
La persicària es troba primordialment en les regions temperades de l'hemisferi nord. És nativa d'Europa i Àsia, on pot ser confosa amb Polygonum minus, però el P. minus té les fulles més estretes, normalment de menys d'1 cm d'amplària.
Va ser introduïda en Nord-amèrica, on es troba naturalitzada en tots els estats del centre; és al llarg de vores de camins, bancs de sorra dels rius i en terrenys incultes. Als EUA és molt similar a Polygonum pensylvanicum, però la persicària té un plomall de pèls a l'extrem de l'òcrea, cosa que li falta a la persicària de Pennsilvània.

## Descripció
La persicària és una planta de cicle vital anual, amb una alçada que varia des dels vint centímetres fins a arribar al metre.
La seva tija és molt recte, però en determinades circumstàncies pot inclinar-se fins a tocar el terra, llavors de cada nus es genera una nova arrel que manté la planta unida al sòl, i dels quals més tard també brota una nova tija vertical.
Amb vores llises i afilades, estretament lanceolades, de 8 a 10 cm de longitud, les fulles presenten freqüentment punts marrons o negres, de vegades amb una taca fosca gran al centre i, de vegades, amb el revers tomentós.
Les flors poden ser blanques, roses o vermelles i es presenten en panícules. Floreixen des d'inicis de l'estiu fins a finals de la tardor. Els seus fruits són un aqueni trígon.

## Cultiu i usos
Aquesta planta conté persicarina i tanins. En medicina, la persicària s'usa contra la diarrea (gràcies a l'àcid tànic, que ajuda a tallar aquest tipus d'afeccions). Les fulles fresques s'utilitzen com a tòpic per a tallar les hemorràgies de ferides i resulten força eficaces a l'hora de guarir nafres i úlceres dèrmiques.
Les fulles i els brots tendres es poden menjar pel seu bon sabor i són molt nutritius en amanides. Es troba freqüentment com a herba invasora i rarament com a planta conreada.
Aquestes plantes produeixen un tint groc que amb alum s'usa com a mordent.